# René Wellek
René Wellek (* 22. August 1903 in Wien, Österreich-Ungarn; † 10. November 1995 in Hamden, Connecticut) war ein tschechisch-amerikanischer Literaturwissenschaftler.
Wellek ist vor allem für das gemeinsam mit Austin Warren verfasste Werk Theorie der Literatur (1949) bekannt, eines der einflussreichsten Werke seiner Art im 20. Jahrhundert. Dieses Manifest für einen festen Methodenapparat der Literaturwissenschaft ist keiner literaturtheoretischen „Schule“ zuzuordnen, nahm aber viele Impulse textorientierter Ansätze wie des europäischen Strukturalismus, des Russischen Formalismus und des New Criticism auf.

## Leben
René Wellek wurde am 22. August 1903 als ältester Sohn einer bürgerlichen Familie in Wien geboren. Sein jüngerer Bruder Albert Wellek (1904–1972) sollte später einer der Begründer der modernen Musikpsychologie werden; er war Professor für Psychologie in Mainz. Welleks Mutter Gabriele, geborene von Zelewsky, Tochter eines westpreußischen Adeligen polnischer Abstammung und einer Schweizerin, ließ ihren drei Kindern eine lutherisch geprägte Erziehung angedeihen. Sein Vater Bronislav Wellek war ein tschechischer Jurist, der zwar am Wiener Hof angestellt, aber dennoch ein glühender tschechischer Nationalist war. Unter anderem gab er dem österreichischen Ministerpräsidenten Freiherr von Beck Tschechisch-Unterricht. Wellek besuchte zunächst das Gymnasium in Währing. Nach dem Ende des Ersten Weltkriegs und dem Zusammenbruch Österreich-Ungarns zog die Familie nach Prag, die Hauptstadt der neu gegründeten Tschechoslowakei. Die Begeisterung für den ersten tschechischen Nationalstaat und insbesondere die Bewunderung für den Staatsgründer Tomáš Masaryk prägten Welleks politisches Bewusstsein nachhaltig.
Nach der Matura immatrikulierte er sich 1922 an der Karlsuniversität. Er besuchte vor allem Vorlesungen über deutsche und englische Literatur und promovierte 1926 mit einer Arbeit über das Verhältnis Thomas Carlyles zur Romantik. Nach einem kurzen Studienaufenthalt in Oxford ging er 1927 in die USA und forschte zunächst an der Princeton University. 1928 lehrte er Deutsch am Smith College, 1929–1930 wiederum in Princeton. Nach seiner Rückkehr nach Prag habilitierte er sich 1931 mit der Schrift Immanuel Kant in England: 1793–1838, einer Studie über die Kant-Rezeption der englischen Romantiker. 1932 heiratete er die Grundschullehrerin Olga Brodská.
In den folgenden Jahren lehrte Wellek als Privatdozent englische Sprache und Literatur. Er schrieb zudem zahlreiche Beiträge für verschiedene geisteswissenschaftlichen Publikationen. Folgenreich für Welleks Literaturverständnis war sein enger Kontakt mit dem Prager Linguistenzirkel um Roman Jakobson, zu dessen Zeitschrift Slovo a Slovesnost er regelmäßig Rezensionen und literaturwissenschaftliche Artikel beitrug. Zum sechsten Band der Travaux du Cercle Linguistique de Prague steuerte er 1936 den auf Englisch verfassten Aufsatz Theory of Literary History bei, der bereits den Kern seiner späteren theoretischen Arbeiten erkennen lässt. Diese Arbeit ist außerdem bemerkenswert, weil sie erstmals die Theorien des russischen Formalismus und den phänomenologischen Ansatz des Polen Roman Ingarden in den englischsprachigen Literaturdiskurs einführte.
Da in Prag keine Professur in Sicht war, siedelte Wellek 1935 nach London über. Bis 1939 lehrte er am slawistischen Institut der University of London tschechische Sprache und Literatur. Zudem hielt er im Auftrag des tschechoslowakischen Bildungsministeriums jährlich sechs öffentliche Vorträge über die Kultur seiner Heimat. Mit dem Einmarsch der Wehrmacht in Prag im März 1939 und dem Ende des tschechoslowakischen Staates verlor Wellek nicht nur diese Einnahmequelle, sondern sah auch seine Rückkehr in das nun vom nationalsozialistischen Deutschland beherrschte „Protektorat Böhmen und Mähren“ verhindert. Eine Alternative eröffnete sich ihm, als ihm ein einjähriger Lehrauftrag an der University of Iowa angeboten wurde. Im August 1939 siedelte er mit seiner Frau in die USA über; er sollte bis zu seinem Tod dort bleiben. 1946 wurden die Welleks amerikanische Staatsbürger.
Der von Norman Foerster geführte Fachbereich für englische Literatur der University of Iowa war zu dieser Zeit einer der Hauptschauplätze eines in der amerikanischen Literaturwissenschaft geführten Disputs über die theoretische Ausrichtung der Literaturwissenschaft. Wellek schlug sich dabei auf die Seite Foersters und der New Humanists, die gegenüber der seit dem 19. Jahrhundert vorherrschenden historischen Textarbeit eine stärker theoretische und interpretative Ausrichtung der englischen Philologie anstrebten. Wellek knüpfte in seinen folgenden Arbeiten jedoch nicht an die Werke der New Humanists, sondern an europäische Denkschulen an.
1946 nahm er eine Professur an der Yale University an, wo er bis zu seinem Rücktritt 1972 lehrte. 1958 wurde er in die American Academy of Arts and Sciences gewählt. Im selben Jahr wurde er als korrespondierendes Mitglied in die Bayerische Akademie der Wissenschaften aufgenommen. Seit 1960 war er auswärtiges Mitglied der Königlich Niederländischen Akademie der Wissenschaften (KNAW) und seit 1969 Mitglied der American Philosophical Society. 1973 wurde er korrespondierendes Mitglied der British Academy.
Welleks 1949 gemeinsam mit Austin Warren verfasstes Werk Theorie der Literatur, bis heute eines der maßgeblichen Werke seiner Art, ist von den Prämissen des europäischen Formalismus, insbesondere der russischen und Prager Schulen geprägt, schlug dabei aber auch eine Brücke zum wesensverwandten New Criticism, der sich zu dieser Zeit in Großbritannien und den USA als einflussreichste Theorieschule etablierte. In den nächsten Jahrzehnten arbeitete er vornehmlich an einer monumentalen achtbändigen Geschichte der Literaturkritik (A History of Modern Criticism: 1750–1950 (1955–1992)). Als in den 1970er Jahren der New Criticism zunehmend unter Kritik insbesondere seitens des Poststrukturalismus geriet, zählte Wellek zu seinen eloquentesten Verteidigern.
Nach dem Tod seiner Frau Olga im Jahr 1967 heiratete er die Russistikprofessorin Nonna Dolodarenko Shaw. Er publizierte bis ins hohe Alter; die letzten beiden Bände der History of Modern Criticism diktierte er vom Krankenbett.

## Veröffentlichungen (Auswahl)
- Immanuel Kant in England 1793–1838. Princeton University Press, Princeton NJ 1931.
- The Rise of English Literary History. University of North Carolina Press, Chapel Hill NC 1941.
- mit Austin Warren: Theory of Literature. Harcourt u. a., New York 1949, (Zahlreiche Ausgaben und Übersetzungen).
  - deutsch: Theorie der Literatur. Gentner, Bad Homburg v. d. H. 1959, (Zahlreiche Ausgaben).
- A History of Modern Criticism. 1750–1950. 8 Bände. Yale University Press, New Haven CT u. a. 1955–1992.
- Essays on Czech Literature (= Slavistic printings and reprintings. 43, ISSN 0081-0029). Mouton, Den Haag 1963.
- Confrontations. Studies in the Intellectual and Literary Relations between Germany, England, and the United States during the Nineteenth Century (= Princeton paperbacks. 69, ZDB-ID 1126007-5). Princeton University Press, Princeton NJ 1965.
- The Literary Theory and Aesthetics of the Prague School (= Michigan Slavic contributions. 2, ZDB-ID 415657-2). Department of Slavic Languages and Literature – The University of Michigan, Ann Arbor MI 1969.
- Discriminations. Further Concepts of Criticism. Yale University Press, New Haven CT u. a. 1970, ISBN 0-300-01230-6.
  - deutsch: Grenzziehungen. Beiträge zur Literaturkritik (= Sprache und Literatur. 75). Kohlhammer, Stuttgart u. a. 1972, ISBN 3-17-087231-1.
- Four Critics. Croce, Valéry, Lukács, and Ingarden. University of Washington Press, Seattle WA u. a. 1981, ISBN 0-295-95800-6.

## Sekundärliteratur
- Martin Bucco: René Wellek (= Twayne’s United States Authors Series. 410). Twayne, Boston MA 1981, ISBN 0-8057-7339-8.
- Roman Landau: Die Eigentlichkeit der Literatur. Konzeption und Rezeption des Wellekschen Literaturmodells (= Europäische Hochschulschriften. Reihe 14: Angelsächsische Sprache und Literatur. 179). Peter Lang, Frankfurt am Main u. a. 1988, ISBN 3-8204-0284-5, (Zugleich: Hamburg, Universität, Dissertation, 1987).
- Sarah Lawall: René Wellek and Modern Literary Criticism. In: Comparative Literature. Band 40, Nummer 1, 1988, S. 3–24, JSTOR:10.2307/1770638.
- Horst-Jürgen Gerigk: Die Spur der Endlichkeit. Meine akademischen Lehrer. Vier Porträts. Dmitrij Tschižewskij, Hans-Georg Gadamer, René Wellek, Paul Fussell. Winter, Heidelberg 2007, ISBN 978-3-8253-5335-3, S. 41–48.